# Roter Müller-Thurgau

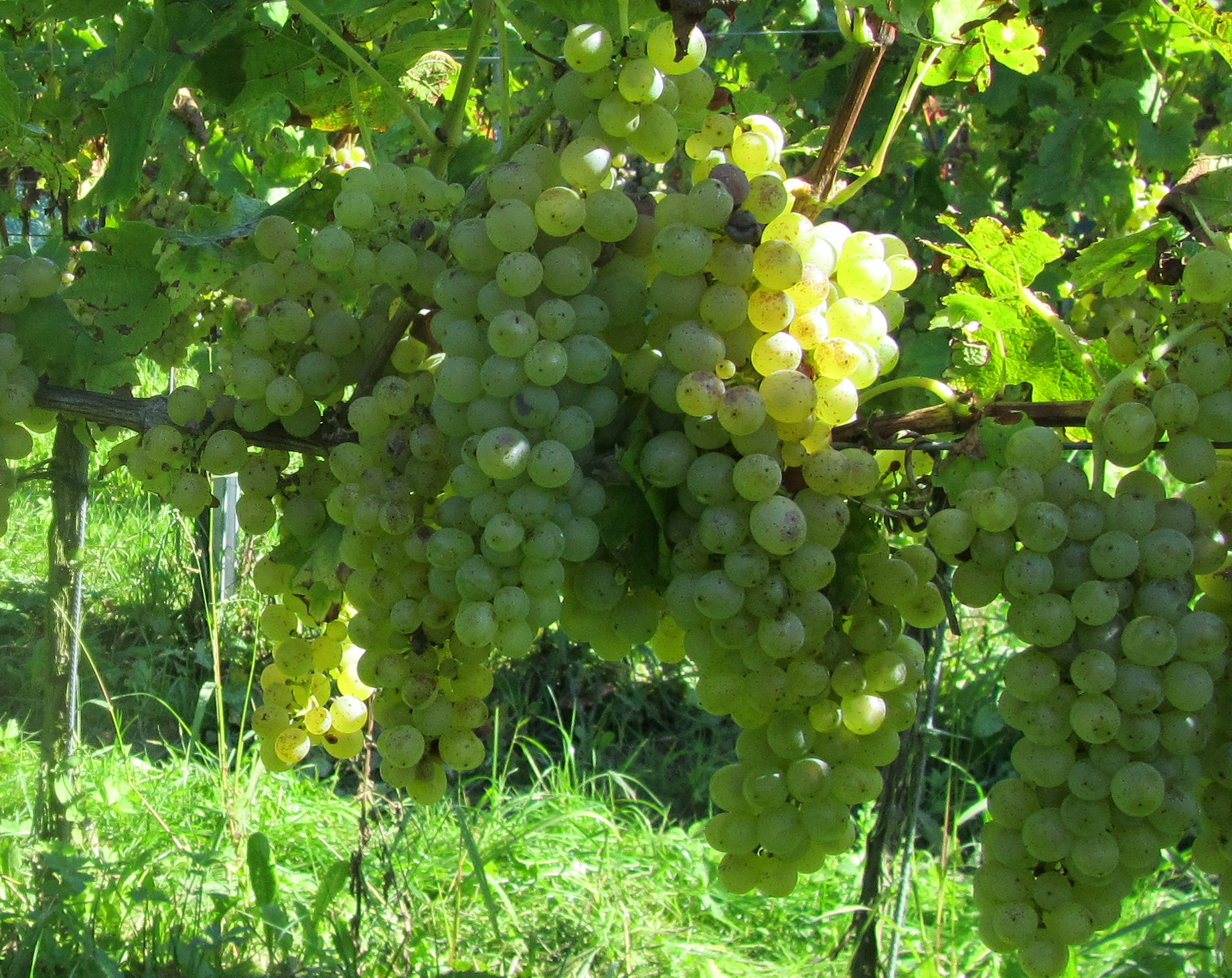
Zum Vergleich: Trauben der Sorte Müller-Thurgau

Der Rote Müller-Thurgau ist eine rotbeerige Variante der schon lange bekannten Rebsorte Müller-Thurgau. Besonderer produktionstechnischer Vorteil dieser Sorte ist die geringere Botrytisanfälligkeit gegenüber der Ausgangssorte.

## Herkunft, Abstammung
Der Rote Müller-Thurgau wurde vom Winzer Christoph Süßle aus Merdingen (Baden) 1978 gefunden. Sie ist eine Farbmutation der Sorte Müller-Thurgau. Seit 2005 wird die Sorte einer Sortenprüfung unterzogen, um ihre Leistungsdaten zu erfassen. 2014 wurde beim Bundessortenamt der Antrag um Sortenzulassung gestellt.

## Ampelografische Merkmale
- Die Knospen treiben im Frühjahr mittelfrüh aus.[2]
- Die Triebspitze ist hellgrün, leicht flaumig mit rötlichem Anflug und vollständig offen.
- Der Triebwuchs ist stark.
- Das Blatt ist mittelgroß bis groß, blasig, tief gebuchtet mit verdrehten Mittellappen, stark spitz gezähnt, fünflappig und die Oberfläche leicht blasig
- Die Blüte früh bis mittel mit geringer Verrieselungsneigung.
- Die Trauben sind groß und lockerbeerig.
- Die ovalen Beeren sind rosa gefärbt, besitzen eine harte Schale und das Fruchtfleisch hat einen leicht muskatartigen Geschmack.

Reife: früh, wie Müller-Thurgau

## Ansprüche
Die Sorte benötigt tiefgründige, mittelschwere bis schwere Böden mit guter Wasserversorgung. Böden mit geringer Wasserspeicherfähigkeit und nährstoffarme Böden sind nicht geeignet. Tiefe, eingeschlossene Lagen sind ungeeignet, späte Lagen hingegen nicht.

## Ertrag
Der Ertrag ist hoch und regelmäßig wie bei Müller-Thurgau. Der Zuckergehalt der Beeren ist mittel, mit geringem bis mittelhohem Säuregehalt.

## Wein
Die Sorte bringt milde Weine mit leicht muskatartigem Duft und Geschmack. Sie sind harmonisch und fruchtig. Der Wein reift sehr früh. Wegen des geringen Säuregehaltes altern die Weine rasch.

## Vorteile
- Die Sorte reift früh.
- Sie stellt geringe Lageansprüche.
- Ist auch für späte Lagen geeignet.
- Sie ist wenig blüteempfindlich.
- Ist im Vergleich zu Müller-Thurgau weniger beeren- und stielfäuleanfällig.

## Nachteile
- Die Holzreife und Winterfrostanfälligkeit wie bei Müller-Thurgau.
- Die Anfälligkeit gegen Peronospora, Oidium, Roter Brenner und Phomopsis ist wie bei Müller-Thurgau.
- Die Beeren können bei Überreife leicht abfallen.